# برایم آواز بخوان تا بخوابم
«برایم آواز بخوان تا بخوابم (به انگلیسی: Sing Me to Sleep) تک‌آهنگی از هنرمند اهل نروژ آلن واکر است که در سال ۲۰۱۶ میلادی منتشر شد.
این تک‌آهنگ در چارت‌های، نروژ در رتبه اول و در چارت‌های فنلاند، سوئد، اتریش، جزو ده ترانه اول قرار گرفت.
نسخه باکلام این ترانه توسط آیسلین سولهیم خوانده شده.